# Ichneumon ruficornis
Ichneumon ruficornis là một loài tò vò trong họ Ichneumonidae.